# Марлис Гер
Марлис Гер (рођена Елснер, Гера, 21. март 1958) бивша је атлетичарка Источне Немачке која се такмичила у трчању на 100 метара појединачно и у штафети. Освојила је две златне олимпијске медље у трци штафета и два злата на светским првенствима, једно у штафети и једно појединачно 1983. у трци на 100 метара.
Била је члан штафете НДР која је у трци на 4 х 100 метара постигла важећи светски рекорд 6. октобра 1985. у Канбери, у времену 41,37 секунди.
Са атлетских такмичења повукла се после Олимпијских игара 1988.

## Светски рекорди
- Трка на 100 метара 1977: 10,88 секунди
- Штафета 4 х 100 метара 1980: 41,85 секунди
- Штафета 4 х 100 метара 1980: 41,60 секунди
- Трка на 100 метара 1982: 10,88 секунди
- Трка на 100 метара 1983: 10,81 секунди
- Штафета 4 х 100 метара 1983: 41,53 секунди
- Штафета 4 х 100 метара 1983: 41,37 секунди